# Višnje, Ivančna Gorica
Višnje este o localitate din comuna Ivančna Gorica, Slovenia, cu o populație de 94 de locuitori.